# ザ・チャイルド:悪魔の起源
『ザ・チャイルド:悪魔の起源』（あくまのきげん、原題：Children of the Corn: Genesis）は、2011年に公開されたディメンション・フィルムズ製作のホラー映画である。『Children of the Corn: Revelation』の続編であり、『チルドレン・オブ・ザ・コーン』シリーズの8作目にあたる。

## ストーリー
とある田舎町。車の故障によりあてもなく彷徨っていたアリーとティムは、農家に助けを求める。幸福にも翌日のレッカーを待つあいだ泊めてもらうことになったものの、何やら様子がおかしい。夜中に納屋をのぞいてみれば、そこはカルト教団の教会だった。しかも子供の泣き声まで聞こえてくる。農家の夫妻が子供を監禁していると考えたアリーはティムと一緒に助け出そうとするが、逆に二人は子供たちの持つ邪悪な力によって惨劇に見舞われることとなる。

## キャスト
- アリー：ケレン・コールマン（英語版）
- ティム：ティム・ロック
- オクサナ（ヘレン）：バルバラ・ネデルヤコーヴァ（英語版）
- プリチェット：デュエイン・ウィテカー（英語版）
- 子供：ダスティ・バーウェル
- 牧師：ビリー・ドラゴ
- 警官：ブライアン・ハイト

## スタッフ
- 監督：ジョエル・ソワソン（英語版）
- 脚本：ジョエル・ソワソン
- 原作：スティーヴン・キング
- 製作：アーロン・オクマン、ジョエル・ソワソン
- 撮影：アレックス・レーマン
- 編集：フィリップ・マンガーノ
- 音楽：ジェイコブ・ヨフィー